# Tjaschinski
Tjaschinski (russisch Тяжи́нский) ist eine Siedlung städtischen Typs in der Oblast Kemerowo (Russland) mit 11.120 Einwohnern (Stand 14. Oktober 2010).

## Geographie
Die Siedlung liegt im Bereich des Überganges der nordöstlichen Vorberge des Kusnezker Alatau in den südöstlichen Teil des Westsibirischen Tieflands, etwa 175 Kilometer Luftlinie nordöstlich der Oblasthauptstadt Kemerowo. Einige Kilometer östlich von Tjaschinski fließt der namensgebende Tjaschin, ein rechter Nebenfluss der Kija.
Tjaschinski ist Verwaltungszentrum des gleichnamigen Rajons Tjaschinski.

## Geschichte
Der Ort wurde 1894 im Zusammenhang mit dem Bau des mittelsibirischen Abschnitts der Transsibirischen Eisenbahn gegründet, der den Ob (heute Nowosibirsk) über Krasnojarsk mit Irkutsk verband.
1958 wurde Tjaschinski der Status einer Siedlung städtischen Typs verliehen.

### Bevölkerungsentwicklung
| Jahr | Einwohner |
| ---- | --------- |
| 1939 | 6.083     |
| 1959 | 7.768     |
| 1970 | 9.102     |
| 1979 | 10.327    |
| 1989 | 12.405    |
| 2002 | 14.065    |
| 2010 | 11.120    |

Anmerkung: Volkszählungsdaten

## Kultur und Sehenswürdigkeiten
Die Siedlung besitzt seit 1998 ein kleines Rayon-Heimatmuseum.

## Wirtschaft und Infrastruktur
In Tjaschinski gibt es Betriebe der Forstwirtschaft und der Lebensmittelindustrie, die Erzeugnisse des umgebenden Landwirtschaftsgebietes verarbeiten.
Der Ort liegt an der Transsibirischen Eisenbahn (Stationsname Tjaschin; Streckenkilometer 3773 ab Moskau). Die Fernstraße M53 Nowosibirsk–Krasnojarsk–Irkutsk umgeht Tjaschinski nördlich. Von dieser zweigt hier eine Regionalstraße ab, die über das benachbarte Rajonverwaltungszentrum Tissul in das (ehemalige) Goldbergbaugebiet um Berikulski am Oberlauf der Kija im Kusnezker Alatau führt.